# Praca Obywatelska
Praca Obywatelska – dwutygodnik  Związku Pracy Obywatelskiej Kobiet o tematyce społeczno-politycznej. Był wydawany w latach 1928-1939 jako pismo obozu politycznego Bezpartyjnego Bloku Współpracy z Rządem. Redakcję tworzyły przede wszystkim dawne członkinie Ligi Kobiet Polskich. 